# Marie av Brienne
Marie av Brienne, född 1225, död 1275, var latinsk kejsarinna av Konstantinopel, gift 1234 med kejsar Balduin II av Konstantinopel. Hon var Konstantinopels regent 1237–1239 och 1243–1257.

## Biografi
Marie av Brienne var dotter till Johan av Brienne och Berenguela av Leon och halvsyster till Isabella II av Jerusalem.
Maries far Johan av Brienne hade år 1229 blivit vald till medkejsare och förmyndarregent för den omyndige latinske kejsaren Balduin II. Hon blev gift med Balduin 1234. År 1236 belägrades Konstantinopel av Bulgarien och Nicaea. Balduin reste till Västeuropa för att samla stöd, medan Maries far skötte försvaret av staden.
Då hennes far avled 1237 och hennes mor strax därpå, efterträdde Marie, i egenskap av kejsarfamiljens enda representant, nominellt sin far som rikets regent under kejsarens frånvaro. Balduin återvände först 1239. Paret fick en son, Filip. År 1243 reste Balduin återigen till Västeuropa. Marie utnämndes till ställföreträdande regent i hans frånvaro, och styrde landet ända fram till hans återkomst 1257 eller 1258. Hon regerade tillsammans med sin rådgivare och medregent Philippe de Toucy.
År 1261 erövrades Konstantinopel av det bysantinska Nicaea i en överraskningsattack medan stadens garnison befann sig på landsbygden. Den latinska garnisonen var just då upptagen med att utföra en räd mot en ö tillhörig Nicaea. Niceas armé sände då in några soldater i staden som öppnade portarna för armén innan stadens innevånare hann ana något. Marie och Balduin hann nätt och jämnt fly med sin son från hamnen på ett venetianskt skepp.
Paret levde sedan i Frankrike, där de levde på att sälja en del av rättigheterna till olika titlar och landområden. År 1267 överläts merparten av dessa rättigheter på Karl I av Neapel, och paret levde sedan resten av sitt liv vid dennes hov.

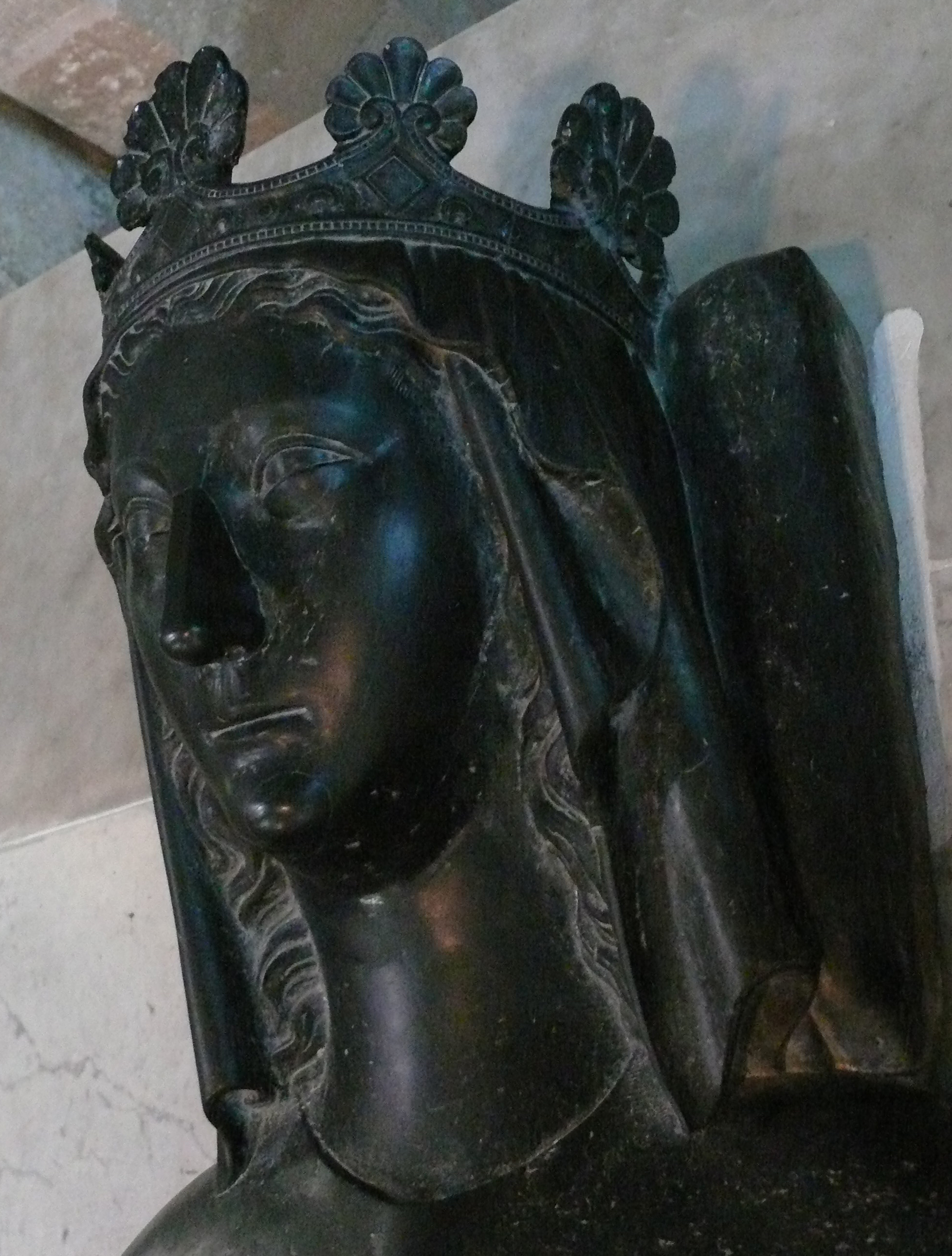
Marie av Brienne